# 海軍飛行予科練習生

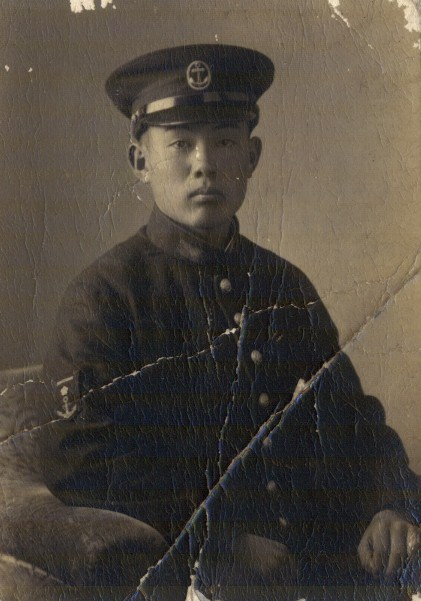
海軍飛行予科練習生の制服

海軍飛行予科練習生（旧字体： 海軍飛行豫科練󠄀習生、かいぐんひこうよかれんしゅうせい、英語: Naval Aviator Preparatory Course Trainee）とは、大日本帝国海軍における航空兵養成制度の一つ。志願制。予科練（よかれん）の略称で呼ばれるケースが多い。

## 歴史

### 戦前
軍隊が航空機利用し始めた時点では必要とされる能力の高さから操縦訓練は少年期から開始するべきという考えが提唱され、アメリカでは1907年からFlight cadetを、イギリスでは1919年にクランウェル空軍士官学校を創設した。この制度で優秀な操縦士が誕生したことで各国の軍では年少者を操縦士候補生として採用し養成する制度が広まった。
日本では1929年（昭和4年）12月、海軍省令により予科練習生の制度が設けられた。「将来、航空特務士官たるべき素地を与ふるを主眼」とされ、応募資格は高等小学校卒業者で満14歳以上20歳未満で、教育期間は3年（のちに短縮）、その後1年間の飛行戦技教育が行われた。全国からの志願者5807名から79名が合格し、1930年（昭和5年）6月、第一期生として横須賀海軍航空隊へ入隊した（後の乙飛）。
1936年（昭和11年）12月、「予科練習生」から「飛行予科練習生」へと改称。1937年（昭和12年）、更なる幹部搭乗員育成の為、旧制中学校4学年1学期修了以上（昭和18年12期生より3学年修了程度と引き下げられた）の学力を有し年齢は満16歳以上20歳未満の志願者から甲種飛行予科練習生（甲飛）制度を設けた。従来の練習生は乙種飛行予科練習生（乙飛）と改められた。海軍省は甲飛の募集の際、待遇も進級も「海軍兵学校に準ず」と喧伝し、受験資格も海軍兵学校の応募資格（旧制中学校4学年修了程度）と遜色なかったために、海軍が新設した航空士官学校との認識で甲飛に入隊した例も多かった。ところが、兵学校相当の難関試験に合格し、晴れて入隊した練習生に与えられた階級は海兵団で訓練中の新兵らと同じ最下級の四等水兵で、制服も水兵服であった。それらの低待遇に失望した練習生たちは、飛行隊では決して口にできない不満を、故郷に帰って発散し、「予科練には来るな」そんなことを地元の出身中学で堂々と言ってはばからぬ練習生が後を絶たず、不満はさらに膨れ上がり、ついには第三期生がストライキを起こすという、前代未聞の事態に発展してしまった。人気を回復するため海軍省は苦肉の策として不評であった「水兵服」を廃止し、軍楽兵と同様の短ジャケットに「桜に錨」の七つボタン、下士官型軍帽を制定した。ちなみに当時の甲飛募集の内容は「きわめて短年即ち僅々約5年半にて既に海軍航空中堅幹部として、最前線に於いて縦横無尽にその技量を発揮するのである。次いで航空特務少尉となり、爾後累進して海軍少佐、中佐ともなり得て、海軍航空高級幹部として、活躍することができるのである」であった。
1940年（昭和15年）9月、海軍の下士官兵からの隊内選抜の制度として従来から存在した操縦練習生（操練）・偵察練習生（偵練）の制度を、予科練習生の一種として取り込み、丙種飛行予科練習生（丙飛）に変更した。

### 戦中

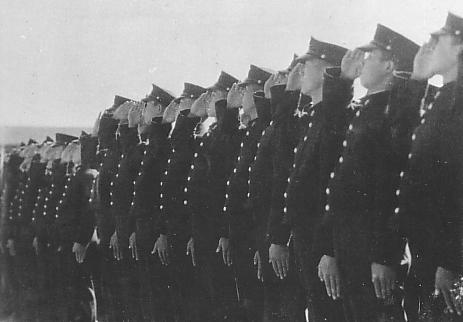
1942年当時の予科練生

1941年（昭和16年）12月、太平洋戦争が始まると、航空機搭乗員の大量育成の為、予科練入隊者は大幅に増員された。甲飛1期生-11期生の採用数は各期200名-1000名程度であったが、12期生4000名、13期生以降は、各期3万人以上の大量採用となる。養成部隊の予科練航空隊は全国に新設され、土浦航空隊の他に岩国海軍航空隊・三重海軍航空隊・鹿児島海軍航空隊など、最終的には19か所に増えた。
1943年（昭和18年）から戦局の悪化に伴い、乙種予科練志願者の中から選抜し乙種（特）飛行予科練習生（特乙飛）とし短期養成を行った。また、1944年（昭和19年）10月頃に、海軍特別志願兵制度で海軍に入隊していた朝鮮人日本兵・台湾人日本兵を対象にした特別丙種飛行予科練習生（特丙飛）が新設され、特丙飛1期が乙飛24期と同じ12月1日に鹿児島空へ配属された。
戦前に予科練を卒業した練習生は、太平洋戦争勃発と共に、下士官として航空機搭乗員の中核を占めた。故に戦死率も非常に高く、期によっては約90%が戦死するという結果になっている。また昭和19年に入ると特攻の搭乗員の中核となり、多くが命を落としている。
1944年（昭和19年）夏以降は飛練教育も停滞し、この時期以降に予科練を修了した者は航空機に乗れないものが多かった。中には人間魚雷回天・水上特攻艇震洋・人間機雷伏竜等の、航空機以外の特攻兵器に回された者もいた。
終戦間際は予科練自体の教育も滞り、基地や防空壕の建設などに従事する事により、彼等は自らを土方（どかた）にかけて『どかれん』と呼び自嘲気味にすごした。また予科練教官もこれらの任務に割り当てられることになり、三重の予科練では教官が朝鮮半島出身者を指揮し、軍艦を隠すための穴を掘らせるなどの土木工事が行われた。人材の質についても当初のようなエリートである航空機搭乗員を養成するという意義が薄れ、大量採用を目的に素行不良者も受け入れた結果、市民からは与太者（よたもの）にかけて『よたれん』と呼ばれていたという。また慶應義塾商業学校（慶應義塾大学の夜間商業学校）に在籍していた酒井雄哉は落第生で卒業が危ぶまれたため、教授の薦めで予科練に入隊しているなど、成績不良の学生の受け皿として使われる状況だった。
1945年（昭和20年）6月には一部の部隊を除いて予科練教育は凍結され、各予科練航空隊は解隊した。一部の特攻要員を除く多くの元予科練生は、本土決戦要員として各部隊に転属となった。

### 年表[4]
- 昭和5年（1930年）
  - 6月 - 同月1日、横須賀海軍航空隊に飛行予科練習部が置かれる。初代部長は市丸利之助少佐。第1期生79名（69名説あり）入隊。
- 昭和6年（1931年）
  - 6月 - 第2期生128名入隊。
- 昭和7年（1932年）
  - 6月 - 第3期生157名入隊。
  - 11月 - 第1期生卒業。
- 昭和8年（1933年）
  - 5月 - 第4期生149（150名説あり）名入隊。
  - 11月 - 二代部長の寺岡謹平大佐が着任。
- 昭和9年（1934年）
  - 5月 - 第2期生卒業。
  - 6月 - 第5期生200名入隊。
  - 8月 - 三代部長の丸茂邦則大佐が着任。
- 昭和10年（1935年）
  - 5月 - 第3期生卒業。
  - 6月 - 第6期生187名入隊。
  - 11月 - 四代部長の内田市太郎大佐が着任。
- 昭和11年（1936年）
  - 5月 - 第4期生卒業。
  - 6月 - 第7期生204名入隊。
- 昭和12年（1937年）
  - 6月 - 第8期生219名入隊。
  - 8月 - 第5期生卒業。
  - 9月 - 五代部長の松岡知行大佐が着任。甲種予科練制度が始まる。
  - 11月 - 横須賀にて空母飛龍の進水式を見学。
- 昭和13年（1938年）、日中戦争に第2期生、第3期生が参加するようになる。
  - 1月、第6期生卒業。
  - 6月 - 第9期生200名入隊。
  - 9月 - 第7期生卒業。
  - 11月 - 第10期生240名入隊。
- 昭和14年（1939年）
  - 3月 - 横須賀海軍航空隊から霞ヶ浦海軍航空隊に移転する。
  - 6月 - 第11期生393名入隊。
  - 9月 - 第8期生卒業。
  - 11月 - 第12期生370名入隊。6代部長の青木泰次郎大佐が着任。
- 昭和15年（1940年）
  - 6月 - 第13期生297名入隊。
  - 7月 - 重慶空襲に6期卒業生が参加。
  - 8月 - 第14期生198名入隊。
  - 9月 - 第9期生卒業。雄飛の松が植樹。
  - 11月 - 第9期生卒業。明治神宮国民体育大会に予科練体操登場。同月15日に霞ケ浦航空隊から独立し、土浦海軍航空隊となる。初代司令は青木泰次郎大佐が続投。
  - 12月 - 第15期生620名入隊。
- 昭和16年（1941年）
  - 5月 - 第16期生1200名入隊。第10期生卒業。
  - 9月 - 第11期生卒業。第17期生1269名入隊。
  - 12月 - 1同月8日に太平洋戦争が開戦し、第1期から第8期までの卒業生がハワイ及びマレー沖海戦に参加。
- 昭和17年（1942年）、予科練の制服が七つボタンになる。映画『ハワイ・マレー沖海戦』にて予科練が題材となる。
  - 3月 - 第12期生卒業。
  - 4月 - 二代指令の長谷川喜一大佐着任。
  - 5月 - 第18期生1480名入隊。第13期生卒業。
  - 7月 - 第14期生卒業。
  - 8月 - 三重航空隊の予科練が開隊。
  - 11月 - 第15期生卒業。三代司令の松岡知行大佐が着任。
  - 12月 - 第19期生1800名入隊。
- 昭和18年（1943年）、映画『決戦の大空へ』で予科練が題材とされる。
  - 3月 - 4代司令の森敬吉大佐が着任。
  - 4月 - 特乙制度発足。
  - 5月 - 第20期生2951名入隊。
  - 6月 - 第16期生卒業。
  - 12月 - 第21期生4356名入隊。
- 昭和19年（1944年）
  - 2月 - 第17期生卒業。
  - 3月 - 第18期生卒業。整備予科練等の入隊が急増する。
  - 6月 - 第22期生入隊。
  - 8月 - 第23期生入隊。
  - 10月 - 同月18日に卒業生6名が第1次神風特別攻撃隊として編成。
  - 12月 - 第24期生入隊。
- 昭和20年（1945年）
  - 2月 - 第19期生卒業。
  - 8月 - 同月15日終戦。第9期卒業生遠藤秋章飛曹長が沖縄にて、最後の特攻を行う。

## 教育
教育は、普通学（12科目、歴史、地理、国語、数学、物理、英語など）・軍事学（9科目）・体育（ラグビー、プールでの遠泳訓練や綱引きなど10種目）の他、精神講話などもあり、当初の履修期間は2年11か月だった。その後、履修期間は徐々に短くなり、終戦直前には1年8か月で、海軍二等飛行兵から海軍飛行兵長に昇格し終了した（乙飛、1942年以降の階級）。甲飛の履修期間も当初の1年2か月から終戦前には6か月に短縮された。修了後は練習航空隊で飛練教育を受け、その後実戦部隊に配備された。また、戦時中であっても英語の学習はそのまま実施されていた。
一日中訓練漬けではなく、休憩や自習の時間もあった。そして情操教育の一環として、ほぼ毎月のように映画の上映会があった。映画は『ハワイ・マレー沖海戦』や『桃太郎 海の神兵』など国策映画が多かったが、『宮本武蔵』や『無法松の一生』などの時代劇や、同盟国だったドイツで制作された『世界の敵』、『潜水艦西へ!!』が上映されることもあった。また終戦間際でも夏季は10日間の休暇が2～3回は設けられていた。

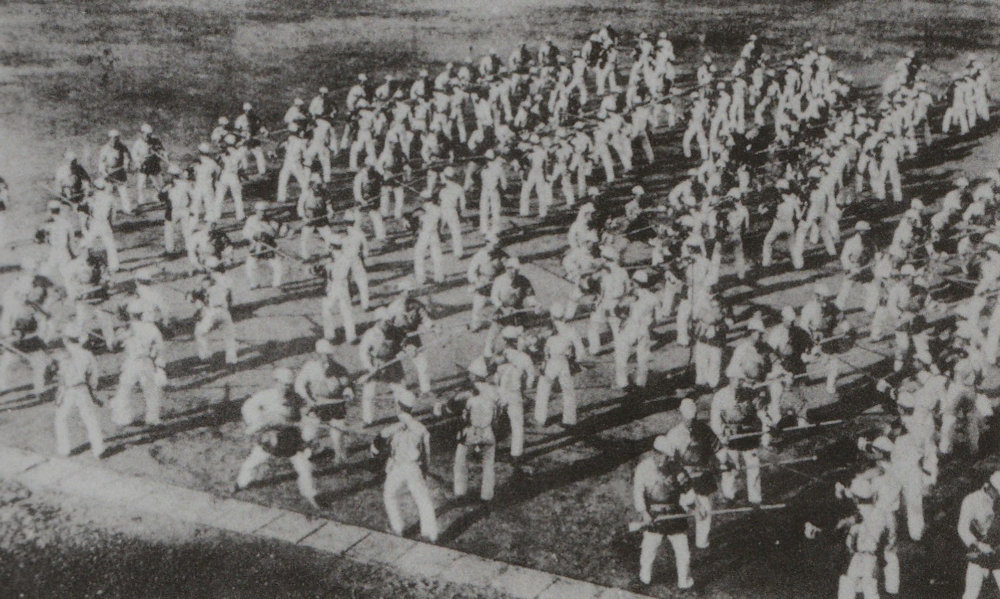
銃剣術
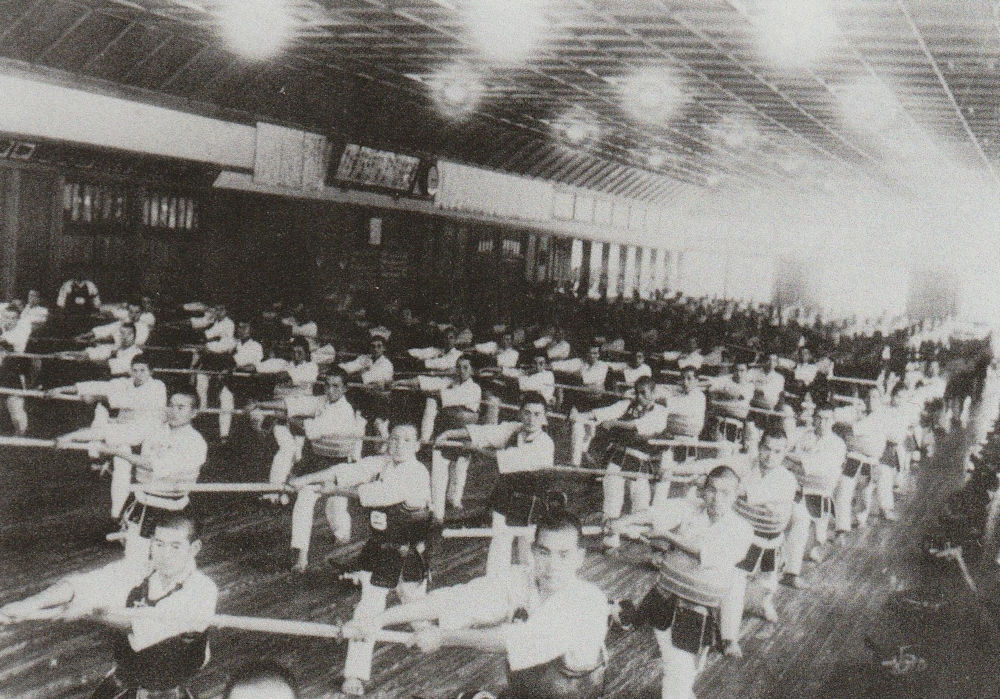
剣道
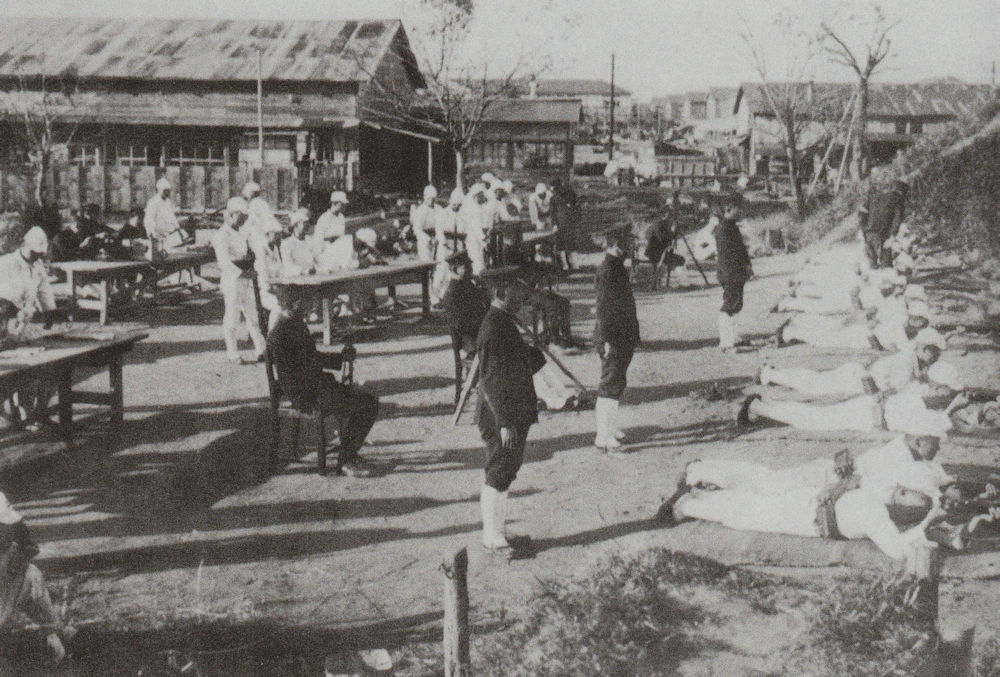
陸戦
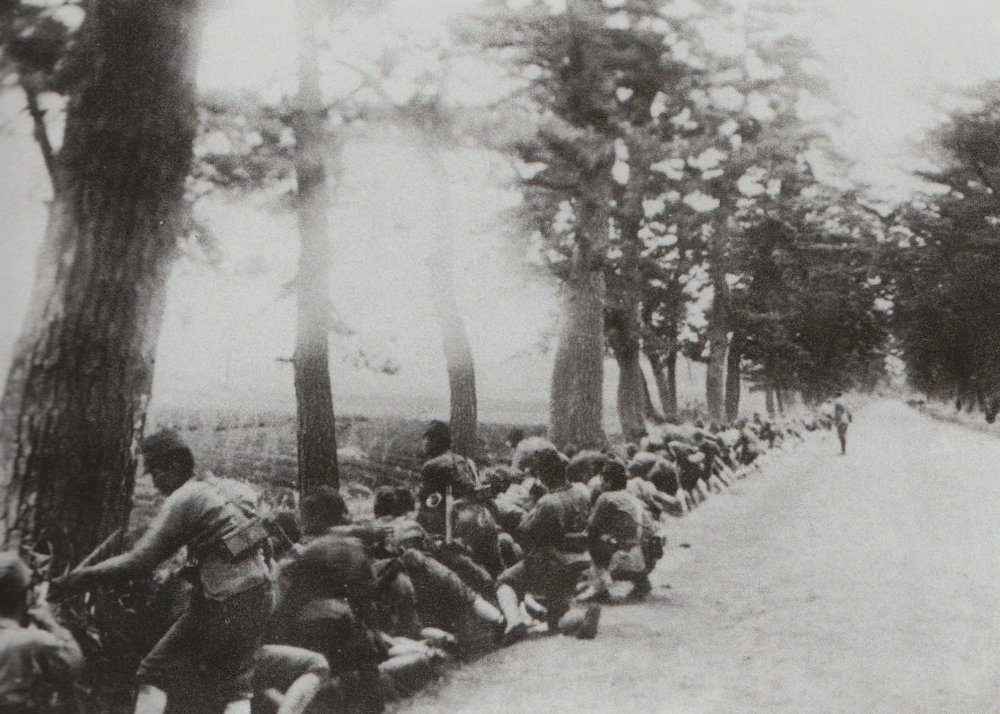
野外演習

## 分類
- 甲種飛行予科練習生（甲飛）
  - 1937年（昭和12年）発足。
- 乙種飛行予科練習生（乙飛）
  - 1930年（昭和5年）発足。
- 丙種飛行予科練習生（丙飛）

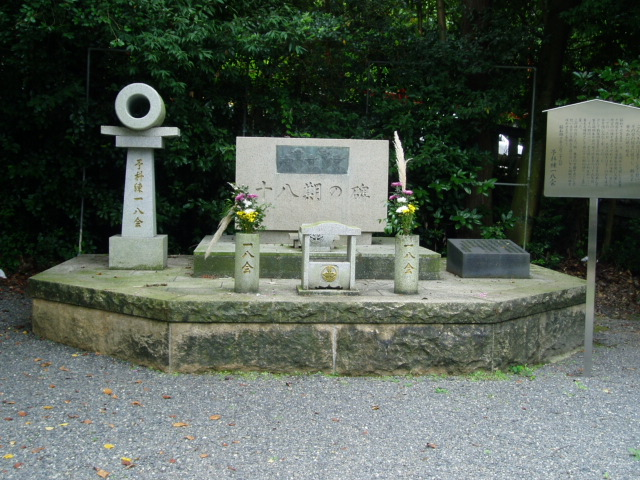
十八期の碑（京都市）

  - 1940年（昭和15年）発足。操縦練習生・偵察練習生の制度に代わるもの。特乙飛制度の新設によって廃止となった。
- 乙種（特）飛行予科練習生（特乙飛）
  - 1942年（昭和17年）12月発足。
- 特別丙種飛行予科練習生（特丙飛）
  - 1944年（昭和19年）12月に第1期教育開始。海軍特別志願兵の朝鮮人日本兵・台湾人日本兵対象。実例は1期（朝鮮出身者50人・台湾出身者50人）のみで、鹿児島空で教育開始後、1945年6月に土浦空へ異動して教育中に終戦[1]。

### 甲飛と乙飛の対立
甲種飛行予科練習生制度の導入以降、両制度を甲・乙と言う優劣を表す名前に変更した為、また昇進速度の違いなどもあり、練習生間での対立が問題となった。予科練航空隊を増設する際滋賀海軍航空隊の様に甲飛のみと分けた航空隊もあった。一方で甲飛・乙飛を分離する計画もあった、しかし戦況の悪化によって後発航空隊による甲乙分離計画は立ち消えとなり、末期まで尾を引いた。

## 予科練生の生活

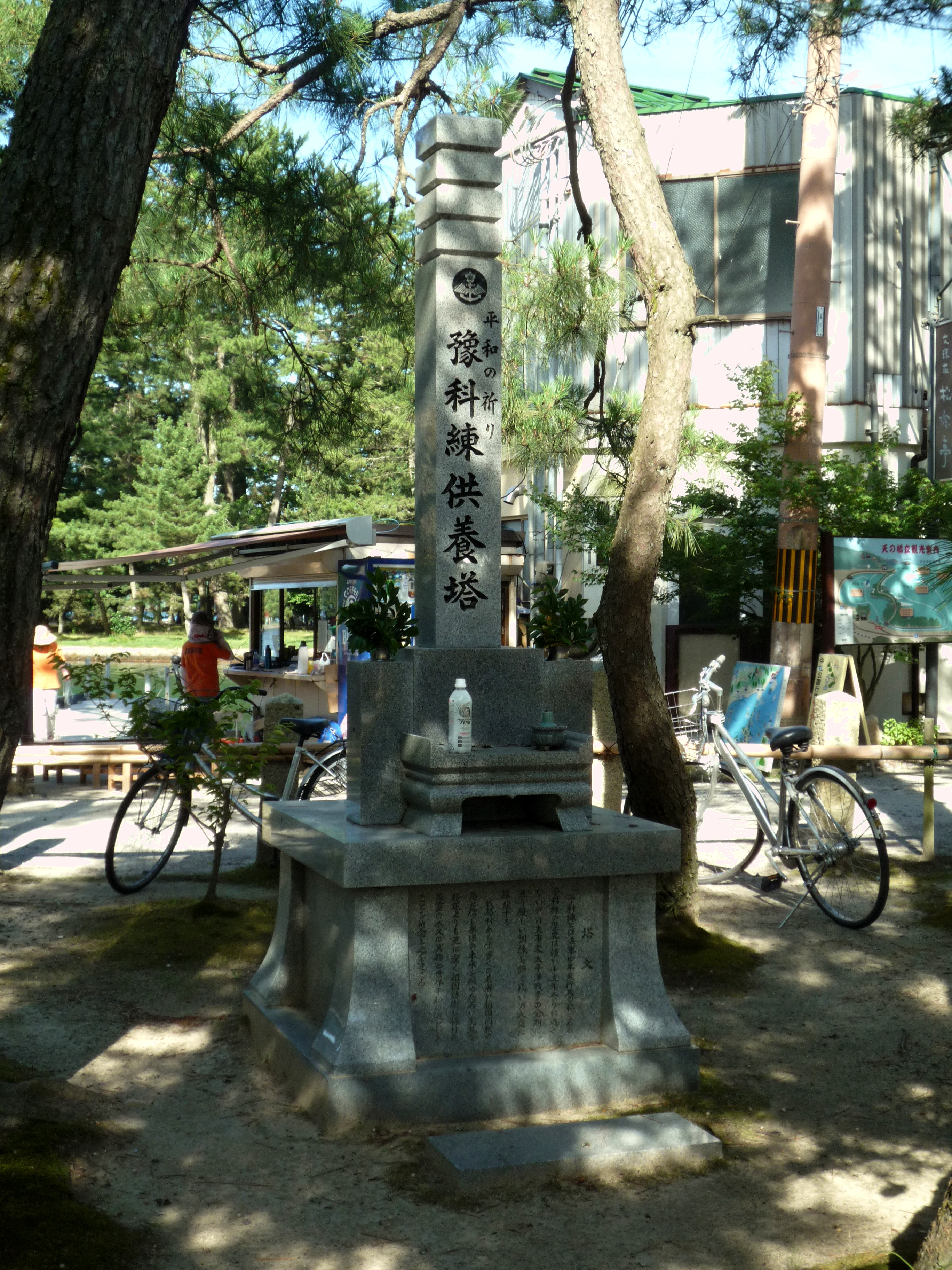
智恩寺にある供養塔

- 当初の水兵服は不人気であったため、1942年（昭和17年）11月からは制服を軍楽兵に範を取った濃紺の詰襟制服を採用する事になった。制服にはに海軍の象徴である桜と錨が描かれた7個のボタンが付いており、「七つボタン」は予科練を表す隠語となった。海軍兵学校の反対により、練習生の制服には佩刀の制度はない。服制の詳細については、軍服_(大日本帝国海軍)#飛行練習生等参照。
- 制服の金のボタンは「世界の7つの大陸・七大洋」と「月月火水木金金」の訓練を表していた
- 予科練の宣伝のため戦意高揚映画『決戦の大空へ』が製作された。主題歌の『若鷲の歌』の歌詞には「桜と錨」「七つボタン」など制服の特徴が登場する。
- 出身者はマスコミなどから「荒鷲」の通称で呼ばれていた[10]。これに対して陸軍の特別操縦見習士官は「学鷲」と呼ばれた。
- 土門拳は海軍に訓練風景の写真撮影を依頼され1944年6月から1ヶ月間、甲種十三期三十一分隊と共に生活をしている。構図にこだわるあまり訓練を何度もやり直させるため、予科練生らには不評だったという[6]。
- 海空の自衛隊では操縦士の早期育成制度として高卒者を対象とした航空学生を継続している。特に海上自衛隊は制服が『桜と錨が描かれた七つボタンの詰襟』、学生歌が『若鷲の歌』の歌詞を変更した『海の若鷲』であるなど予科練の伝統を引き継いでいる。
- 1943年10月には兵舎として天理教の信者詰所が徴用された。予科練生が入る前に海兵団から選ばれた100名程が掃除を行っており、この中には新藤兼人がいた[11]。
- 予科練の食事は、週一の割合で、パンと紅茶、子供用に甘くした豆やカボチャ、そして肉料理が出されたが、終戦間際の7月や8月になっても献立が変更されることはなかった。しかし肉の臭いに慣れず、カレーやシチューのバター臭さに辟易する者もいたという。さらに田舎出身者はもやしを見たことがない者もいて、「さすが予科練は大人数なのだな。芽が出た豆を食べさせる」と誤解した者もいたようである[12]。
- 教員が行う懲罰として、前支えやバットでひたすら殴るバッター制裁などがあったが、バッター制裁は海軍の恥部であったため、国策映画等では一切描かれていない[13]。

## 予科練出身の著名人
乙種1期生（1930年（昭和5年）6月1日入隊、79名）
- 遠藤幸男

乙種2期（1931年（昭和6年）6月1日入隊、128名）
- 岩城芳雄、工藤修、小泉藤一、東山市郎

乙種3期（1932年（昭和7年）6月1日入隊、157名）
乙種4期生（1933年（昭和8年）6月1日入隊、149名）
- 宮崎儀太郎

乙種5期生（1934年（昭和9年）6月1日入隊、220名 ）
- 角田和男、中瀬正幸、吉野俐、山下佐平、杉尾茂雄、吉野俐

乙種6期生（1935年（昭和10年）6月1日入隊、204名）
- 岩井勉、徳地良尚、村中一夫

乙種7期生（1936年（昭和11年）6月1日入隊、187名）
- 西沢広義、杉山輝雄、中野友近

乙種8期生（1937年（昭和12年）6月1日入隊、218名）
- 中仮屋国盛

甲種1期生（1937年（昭和12年）9月1日入隊、250名）
- 前田英夫、上平啓州、松田二郎、清水武明（戦死）

甲種2期生（1938年（昭和13年）4月1日入隊、250名）
- 高原希国、長濱芳和

乙種9期生（1938年（昭和13年）6月1日入隊、200名 ）
- 阿部健市、羽藤一志、遠藤桝秋、大石芳男、本間猛、森浦東洋男

甲種3期生（1938年（昭和13年）10月1日入隊、260名 ）
- 石原進、和泉英雄

乙種10期生（1938年（昭和13年）11月1日入隊、240名）
- 堀光雄

甲種4期生（1939年（昭和14年）4月1日入隊、264名）
- 佐々木原正夫、松木進

乙種11期生（1939年（昭和14年）6月1日入隊、264名）
- 田中民穂

甲種5期生（1939年（昭和14年）10月1日入隊、258名）
- 鈴木博、本田稔、高橋茂

乙種12期生（1939年（昭和14年）11月1日入隊、370名）
- 田中信策

甲種6期生（1940年（昭和15年）4月1日入隊、267名）
- 後藤庫一、迫守次、白川俊久、吉田勝義

乙種13期生（1940年（昭和15年）6月1日入隊、294名）
- 高岩薫、高橋健一、柴山積善、山口慶造

甲種7期生（1940年（昭和15年）10月1日入隊、323名）
丙種2期生（1940年（昭和15年）11月28日入隊、186名）
- 伊藤清、関谷喜芳、中谷芳市、宮崎勇、山本留蔵、渡辺秀夫、神田佐治

乙種15期生（1940年（昭和15年）12月1日入隊、620名）
- 倉本十三、菅原正夫、中野慶司

丙種3期（1941年（昭和16年）2月28日入隊、402名 ）
- 黒澤清一、杉野計雄、杉田庄一、谷水竹雄、柳谷謙治、中村佳雄

甲種8期生（1941年（昭和16年）4月1日入隊、455名 ）
- 吉村秀雄（病気のため退学、ヨシムラジャパン創業者）

丙種4期生（1941年（昭和16年）5月1日入隊、358名 ）
- 大島新吉、大原亮治、清水清、中芳光、仲道渉

丙種6期生（1941年（昭和16年）8月30日入隊、376名）
- 石田貞吾、渋川茂

丙種7期生（1941年（昭和16年）10月31日入隊、243名）
- 吉澤徳重

丙種8期生（1941年（昭和16年）12月27日入隊 ）
- 河越庄市（難聴のため退学[18]、寿スピリッツ名誉会長）

甲種9期生（1941年（昭和16年）10月1日入隊、841名 ）
甲種10期生（1942年（昭和17年）4月1日入隊、1,097名 ）
- 笠井智一

甲種11期生（1942年（昭和17年）10月1日入隊、1,191名 ）
丙種10期生（1942年（昭和17年）2月28日入隊、329名）
- 石井勇、加藤邦逵、服部一夫

丙種12期生（1942年（昭和17年）7月20日入隊、181名）
- 市岡又夫、柴垣博、川戸正治郎

丙種15期生（1942年（昭和17年）12月1日入隊、252名 ）
- 永峰肇

乙種16期生（1943年（昭和18年）5月1日入隊、1,237名）
- 中川義正

丙種17期生（1943年（昭和18年）3月31日入隊、204名）
- 大黒繁男

甲種12期生（1943年（昭和18年）4月1日入隊1,960名、6月1日入隊493名、8月1日入隊762名、 合計3,215名 ）
- 内村健一

甲種13期生（前期：1943年（昭和18年）10月1日入隊11,092名、後期43年12月1日入隊19,086名、合計30,178名 ）
- 池田龍雄、新海菊雄、宅島徳光、三島敏夫？、横田寛

乙種21期生（前期：1943年（昭和18年）12月1日入隊4,356名、後期：44年5月15日入隊2,023名、合計6,379名）
- 安藤昇（安藤組社長）

甲種14期生（1944年（昭和19年）4月1日入隊19,086名、5月15日入隊1,602名、6月1日入隊6,010名（土浦、松山）、6月15日入隊1,117名（土浦、藤沢、岡崎、垂水、防通校）、同1,519名（土浦、岡崎）、7月1日入隊121名（藤沢）、7月10日入隊5,362名、7月15日入隊766名（藤沢、第二岡崎、垂水）、同1,602名（土浦、岡崎）、8月15日入隊1,429名、9月15日入隊1,624名、10月15日入隊1,617名、合計41,855名 ）
- 寺村輝夫（児童文学作家）、馬場のぼる（絵本作家・漫画家）、山田治雄（熱海市議会議員）、 鶴ヶ嶺昭男（大相撲力士）

甲種15期生（1944年（昭和19年）9月15日入隊24,461名、10月20日入隊1,999名、11月15日入隊8,825名、12月30日入隊1,432名、合計36,717名）
- 村上雄藏（神戸セミナー創立者）

卒業年不詳
| - 井出定治（牧師、1942年入隊） - 井上萬二（陶芸家） - 織坂幸治（詩人） - 川畑静（ニューウエワクホテル経営者、1944年（昭和19年）入隊） - 酒井雄哉（僧侶、1944年入隊） - 佐川二郎（俳優） - 佐藤忠男（映画評論家・教育評論家） - 高森顕徹（浄土真宗親鸞会代表、1945年（昭和20年）入隊） - 武智文雄（プロ野球選手） - 多田雄幸（ヨットマン） - 灘康次（ボーイズバラエティ協会会長） | - 灘本唯人（イラストレーター） - 野平祐二（騎手・調教師、乙種） - 姫田忠義（映画監督、44年入隊） - 古山良司（騎手・調教師） - 前田武彦（タレント、44年入隊） - 山岸章（労働運動家、44年入隊、甲種） - 山中典士（装道礼法きもの学院・全日本きものコンサルタント協会創立者） - 渡辺勇三（渡辺の門塾長） - 芝田徳造（立命館大学名誉教授） - 加藤富夫（作家） |

## 映像
- 映画『少年航空兵』（松竹） 昭和11年度（1936年度）作品

原作・脚色：伏見　晃　監督：佐々木　康
出演：本郷英雄、水島光代、日下部 章、石山隆嗣、飯田蝶子、笠智衆
- 映画『ハワイ・マレー沖海戦』（東宝） 昭和17年度（1942年度）作品

脚本：山崎謙太、山本嘉次郎　監督：山本嘉次郎
出演：伊東薫、原節子、藤田進、英百合子、河野秋武
- 映画『決戦の大空へ』（東宝）日本映画傑作全集 昭和18年度（1943年度）作品

脚本：八住利雄　監督：渡辺邦男
出演：高田稔、原節子、小高まさる、英百合子、黒川弥太郎
- 映像資料『海軍飛行予科練習生－予科練の若き戦士たち－』

製作：株式会社 日本映画新社　平成9年（1997年）製作
販売：日本クラウン株式会社

## 資料館

### 予科練平和記念館

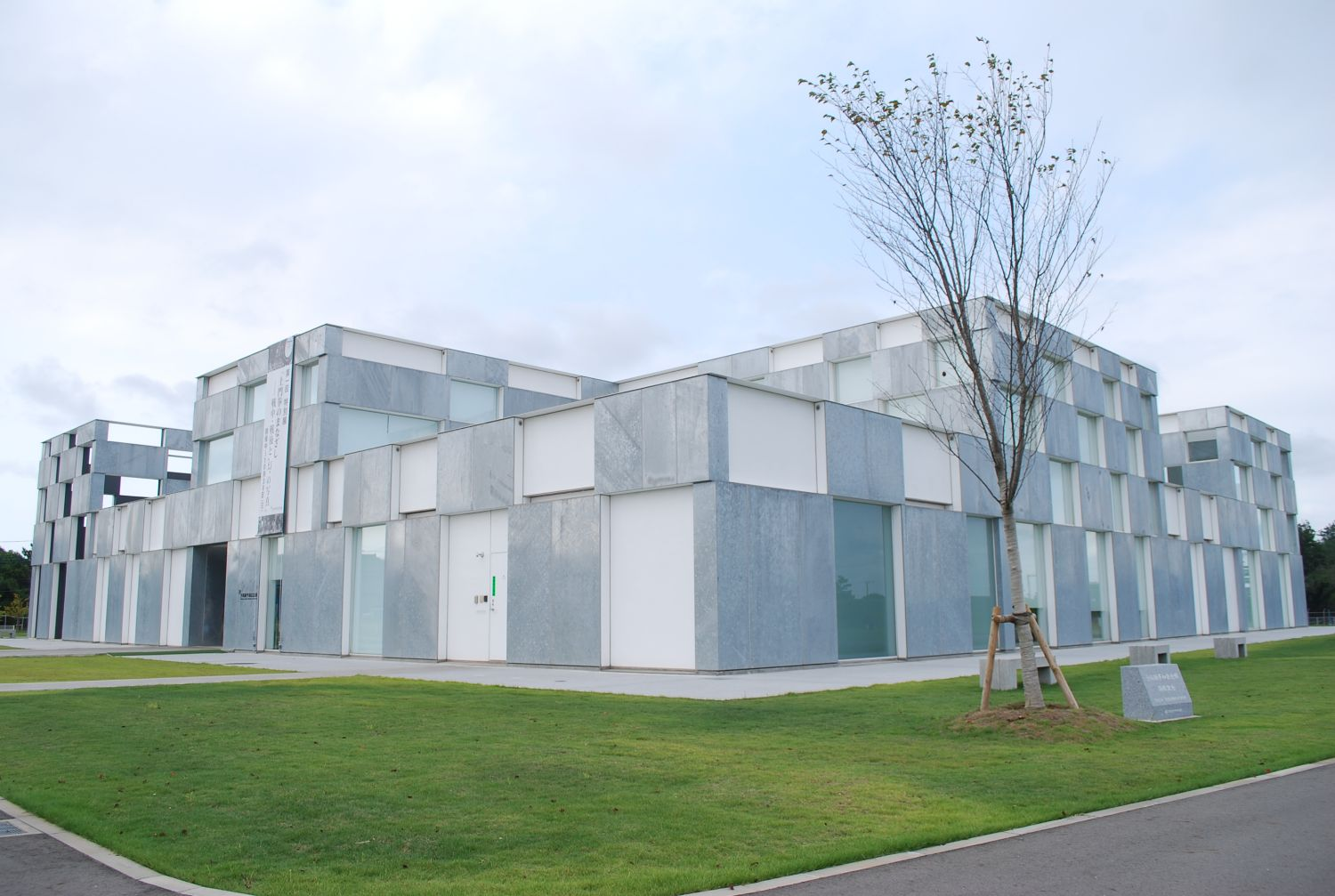
予科練平和記念館

2009年に茨城県阿見町に予科練平和記念館が開館した。
- 所在地：茨城県稲敷郡阿見町大字廻戸5番地1
- 開館時間：午前9時～午後5時（入館は午後4時30分まで）
- 休館日：毎週月曜日（祝日の場合はその翌日）、12月29日～1月3日

### 大分予科練資料館
元特攻隊員の川野喜一が1988年に大分市上野丘の自宅を改装し開設した資料館。展示品にはゼロ戦や一式陸上攻撃機のプロペラ（直径約3メートル）、「予科練の碑」（高さ2メートル）などもあった。2021年8月に川野が死去した後も展示が継続されていたが、将来的な後継者の問題もあり貴重な資料の散逸を防ぐため、2024年5月26日に閉館式が行われ、展示品は大分県護国神社に寄託することになった。

## 関連文献
- 『海軍少年飛行兵』朝日新聞社、1944年。NDLJP:1460209。
- 海軍航空本部『海軍飛行予科練志願読本』興亜日本社、1944年。NDLJP:1460213。